# Dumești (Fehér megye)
Dumești falu Romániában, Erdélyben, Fehér megyében.

## Fekvése
Alsószolcsva közelében fekvő település.

## Története
Dumeşti korábban Alsószolcsva része volt. 1956 körül vált külön 85 lakossal. 1966-ban 176, 1977-ben 184, 1992-ben 111, 2002-ben pedig 81 román lakosa volt.